# ジャチント・ジョルダーノ・アンサローネ
ジャチント・ジョルダーノ・アンサローネ（イタリア語: San Giacinto Giordano Ansalone、シチリア語: Sant'Jacintu Giurdanu Ansaluni、1598年11月1日 -  1634年11月17日）は、シチリア出身のドミニコ会宣教師。1634年に長崎で殉教し、1987年にカトリック教会の聖人に列せられた。

## 生涯
1598年、シチリア島サント・ステーファノ・クイスクイーナにて誕生。
17歳の時にアグリジェントの修道院でドミニコ会に入会し、修道名「ジョルダーノ」を受ける。はじめパレルモ、ついでサラマンカで宣教師となるために学び、トルヒーリョで司祭に叙階された。徒歩でセビリアに赴き1625年より宣教を始める。
メキシコで1年過ごした後、フィリピンのルソン、マニラに滞在。現地の中国人植民地で中国語や中国の民心、習俗を学び、中国人の信仰と神の観念をカトリックと比較して論じた書物を著した。（この書物は現存しない）
1632年、商人に偽装して日本に渡り、管区長として信者らを支援し励ました。九州で重い病にかかったが、病ではなくイエス・キリストのために死ぬことを聖母マリアに祈った。その後投獄され拷問にかけられた。
長崎・西坂の丘で穴吊りにされ、7日間苦しんだのち、1634年11月17日に36歳で死去。

## 列聖
同時期に長崎で殉教したドミニコ会関係者らとともに、「聖トマス西と15殉教者」として1981年2月18日に福者に列せられ、6年後の1987年10月18日には教皇ヨハネ・パウロ2世によって列聖された。